# مارتن بي نيلسون
مارتن بي نيلسون (بالسويدية: Martin P:son Nilsson)‏ هو عالم لغوي كلاسيكي ومؤلف وأستاذ جامعي وكاتب سويدي، ولد في 12 يوليو 1874 في  في السويد، وتوفي في 7 أبريل 1967 في لوند في السويد.